# Sinagoga de Besançon

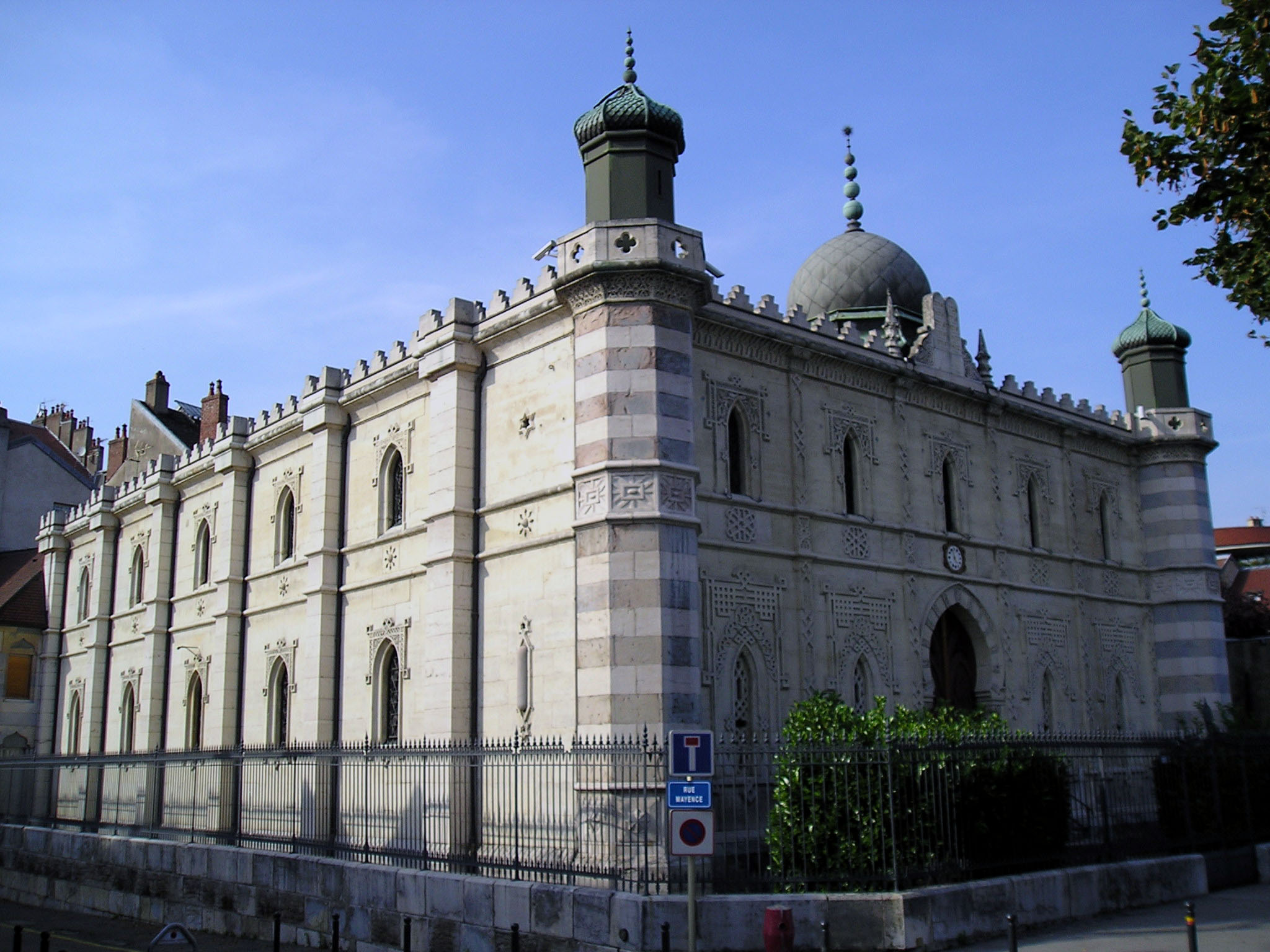
A sinagoga de Besançon.

A Sinagoga de Besançon (em francês: Sinagogue de Besançon ou synagogue israélite de Besançon) de Besançon, França, é a única sinagoga de rito ashkenazi atualmente em funcionamento na cidade, servindo a comunidade judaica local  · .
Localizada na doca de Strasbourg, foi construída de acordo com os projetos de Pierre Marnotte, entre 1869 e 1871 · . Atualmente está dedicada à memória daqueles que deportados que foram vítimas do Holocausto. O edifício tem uma arquitetura árabe-andaluza.